# SO-01F
ドコモ スマートフォン Xperia Z1 SO-01F（ドコモ スマートフォン エクスペリア ゼットワン エスオー ゼロイチエフ）は、ソニーモバイルコミュニケーションズ製のNTTドコモ向けスマートフォン。ドコモの第3.9世代移動通信システム（Xi）と第3世代移動通信システム（FOMA）とのデュアルモード端末である。ドコモ スマートフォン（第2期）のひとつ。

## 概要
SO-02Eの後継機種で、グローバルモデルであるXperia Z1の日本国内ローカライズモデル。キャッチコピーは「Xperiaが新たな体験の扉を開く。The best of Sony, for the best of you.」。形状はSO-02Eと同様、フラットな薄型形状で背面にガラス系の素材を使用し、基本的な性能は先に発表されたau向けのSOL23とほぼ同等であるが、こちらはNOTTVの受信機能が追加されている。
カメラは、ソニーが発売するデジタルカメラのサイバーショットで培った技術を全面に押し出しており、裏面照射積層型CMOS式イメージセンサーの「Exmor RS for mobile」に加え、ソニーが開発した広角27mm・F2.0の薄型非球面レンズの「Gレンズ」、高精細撮影の可能な画像処理エンジン「BIONZ for mobile」、更にイメージセンサーはスマートフォンとしては最大級である2.3型（2,070万画素）を搭載した。また、動画撮影にはハンディカムの技術が取り入れられ、縦横だけでなく回転による手ブレを抑えることができる。「カメラプラグイン」にも対応し、「タイムシフト連写」や「ARエフェクト」などといった様々な撮影を楽しむことができる。
ディスプレイにおいては、ブラビアで培った「トリルミナスディスプレイ for mobile」により色鮮やかな画像を表現し、更に高画質エンジン「X-Reality for mobile」を採用したことにより、ぼやけなどを自動補正することができる。また、SOL23と同じくXperiaブランドのスマートフォンとしては初の地上デジタルテレビ放送(フルセグ)対応となった。
防水・防塵能力もIPX5/8、IP5XとSO-02Eよりも向上している。
その他に、SONYのブランドであるWALKMANアプリ、PlayStation Mobileアプリなどが搭載されている。
バッテリー容量も3000mAhとXperiaシリーズのスマートフォンでは最大となる。
なお、標準ブラウザはプリインストールされていないため、固定ブラウザはChromeを利用することになる。またサードパーティ製のブラウザアプリをインストールして使うことも可能。
アップデートに関してはグローバルモデルがAndroid 5.1までされたが、ドコモ版のSO-01Fに関してはAndroid 4.4をもって終了した。

## 搭載アプリ
- 電子書籍ストア 2Dfacto
- dマーケット
- BeeTV
- iD設定アプリ
- 災害用キット
- 遠隔サポート
- My docomo
- 電話帳バックアップアプリ
- メロディコール
- iチャネル
- iコンシェル
- しゃべってコンシェル
- Video Unlimited
- 電子書籍 Reader by Sony
- PlayStation Mobile
- Socialife
- FMラジオ
- OfficeSuite
- Sony Select
- Facebook
- WALKMAN
- 連絡先
- ダイヤル
- アルバム
- ムービー
- TrackID
- TrackID TV
- Xperia Lounge Japan
- TV SideView
- ノート
- スケッチ
- File Commander
- テレビ
- おサイフケータイ
- カメラ
- 取扱説明書
- アラームと時計
- 電卓
- メール
- メッセージ
- Gmail
- YouTube
- 設定
- Google
- ハングアウト
- ナビ
- ローカル
- Playストア
- Google Maps / Latitude / ナビ
- Chrome
- カレンダー
- Google+
- メッセンジャー
- Playムービー
- Playブックス
- Playゲーム
- 音声検索
- Google設定
- dメニュー

## 主な機能
| 主な対応サービス                                | 主な対応サービス                         | 主な対応サービス                     | 主な対応サービス                                                  |
| ----------------------------------------------- | ---------------------------------------- | ------------------------------------ | ----------------------------------------------------------------- |
| タッチパネル/加速度センサー                     | Xi/FOMAハイスピード                      | Bluetooth                            | DCMX/おサイフケータイ/NFC/かざしてリンク/赤外線/トルカ            |
| ワンセグ/フルセグ/モバキャス/FM放送             | メロディコール                           | テザリング                           | WiFi IEEE802.11a/b/g/n/ac                                         |
| GPS                                             | ドコモメール/電話帳バックアップ          | デコメール/デコメ絵文字/デコメアニメ | iチャネル                                                         |
| エリアメール/ソフトウェアーアップデート自動更新 | デジタルオーディオプレーヤー(WMA・MP3他) | GSM/3Gローミング(WORLD WING)         | フルブラウザ/Flash Player                                         |
| Google Play/dメニュー/dマーケット               | Gmail/Google Talk/YouTube/Picasa         | バーコードリーダ/名刺リーダ          | ドコモ地図ナビ/ドコモ ドライブネット/Google Maps/ストリートビュー |

## 歴史
- 2013年9月4日(現地時間) - ドイツ・ベルリンの家電展示会「IFA 2013」にてソニーモバイルコミュニケーションズよりグローバルモデル発表。この時点で日本国内での販売も予告されていた[11]。
- 2013年10月10日 - NTTドコモより公式発表・事前予約開始。
- 2013年10月24日 - 発売開始[12]。
- 2014年6月26日 - Android 4.4へアップデート開始。
- 2018年3月31日 - 修理受け付け終了

## アップデート・不具合など
2013年12月16日のアップデート（機能バージョンアップ）
- 機能バージョンアップ
  - 「docomo ID」認証の本格導入対応
    - 端末にdocomo IDを設定することが可能。docomo IDを端末に設定することで、対応するサービスアプリ[14]でのdocomo ID入力が不要になる。
    - Wi-Fiオプションパスワードがdocomo IDに統合[15]

  - 端末を紛失した際などに、パソコン（My docomo）から回線を指定して、遠隔操作で端末初期化およびSDカードのデータを消去できるサービス「遠隔初期化」に対応
  - 新「ドコモバックアップアプリ」の提供開始
    - SDカードバックアップ対応項目のうち、音楽、ブックマーク、通話履歴、ユーザ辞書について、データ保管BOXへのアップロードが可能となる。
- 本機独自機能の追加
  - 「伝言メモ（簡易留守録機能）」に対応。
  - 「STAMINAモード（省電力機能）」に対応。
  - 起動中のアプリケーションの使い方ガイドを画面上に表示し、ガイドを見ながらアプリケーションの操作をすることができる「スモールガイド」に対応。
  - 画面上のホワイトバランスを調整することができる「ホワイトバランス調整機能」に対応。
- 不具合修正
  - 卓上ホルダでの充電後、電源キーを押してもスリープモードから復帰しない場合がある不具合を修正する。
- ビルド番号が14.1.H.0.542から14.1.H.1.281になる。

2014年3月31日のアップデート（機能バージョンアップ）
- 機能バージョンアップ
  - 「LTE国際ローミング」の対応
    - 本端末を利用して、海外でLTEの通信が可能になる（本機能対応に伴い、LTEのON／OFF設定を追加）。

  - 伝言メモ機能の改善
    - 通話着信中、すぐに伝言メモの録音に切り替えられるようになる。
- 不具合修正
  - 「スピーカー音拡張設定」をONにすると伝言メモが正しく録音されない場合がある不具合を修正する。
- ビルド番号が14.1.H.1.281から14.1.H.2.119になる。

2014年6月26日のアップデート（OSバージョンアップ）
- カメラ
  - カメラ画質（ノイズ感・解像感）を向上。
  - カメラウィジェットのカスタマイズが可能。
- Xperiaホーム
  - Xperiaホームのテーマをダウンロードして追加することが可能。
  - 「ホーム」キーアイコンを左上にドラッグすることで、「What's New」を起動できるようになる。
- 設定
  - ステータスバーに表示するシステムアイコンをカスタマイズできるようになる。
  - 通知パネルのUIを改善、通知とクイック設定ツールが別表示になる。
- 便利機能
  - スモールアプリ起動時に通知パネルに表示される通知から、一括終了や表示状態の変更ができるようになる。また、バックキーでスモールアプリが終了しないようになる。
  - 電源キーの長押しで表示するメニューから、スクリーンショットを撮ることができるようになる。
  - 災害時などの緊急時に消費電力を抑え、待受け状態を長持ちさせる「緊急省電力モード」を利用できるようになる。
  - パソコンが無くても写真やホームページの印刷が利用可能になる。
- その他
  - 電話アプリの視認性向上。また履歴の選択削除機能の追加や、画面の文字サイズも設定に合わせて変更されるようになる。
  - Unicode 6.0に対応し、絵文字の収録数が252個から698個に拡大。他社ケータイ宛に送っても自動変換される。
  - 搭載アプリケーションに「PlayStation」と「What’s New」を追加。
  - 128GBのmicroSDXCカードが使用可能になる。
- 不具合修正
  - 充電器から携帯電話（本体）を取り外した際、一定時間タッチパネルが動作しない場合がある不具合を修正する。
- ビルド番号が14.1.H.2.119から14.3.B.0.288になる。
- なお、このバージョンアップを適用し、OSバージョンが4.4(KitKat)にすると以下の制約も発生するようになる
  - Flashの利用が基本的に利用できなくなる。(Firefox + flash apk導入による利用などは引き続き可能)
  - OSの仕様により外部ストレージ(MicroSD)へのアクセスが大幅に制限される。外部ストレージ上のファイルは、プリインストールのアプリ、ファイラー（File Commander）を使わないと操作できなくなる。ただし読み込みは制限なし。
  - 本機種には他機種で搭載されている”ブラウザ”(標準ブラウザ)が搭載されていないがこれを任意で外部から導入し運用していた場合、アップデートにより完全に動作しなくなる。

2014年8月12日のアップデート
- 通話中、特定の条件下で音声が途切れる場合がある不具合を修正する。
- ビルド番号が14.3.B.0.288から14.3.B.0.310になる。

2015年6月24日のアップデート
- まれに、動画が正常に再生できない場合がある。
- まれに、デジタル時計が正常に表示されない場合がある。
- ビルド番号：14.3.B.0.346

2016年1月21日のアップデート
- ホーム画面に設定した壁紙が正常に表示されない場合がある。
- ビルド番号：14.3.B.0.362